# Spillbölestjärnen
Spillbölestjärnen är en sjö i Härnösands kommun i Ångermanland och ingår i Gådeåns huvudavrinningsområde. Sjön har en area på 0,0589 kvadratkilometer och ligger 133,9 meter över havet.

## Delavrinningsområde
Spillbölestjärnen ingår i det delavrinningsområde (694906-159426) som SMHI kallar för Utloppet av Brunnesjön. Medelhöjden är 108 meter över havet och ytan är 8,63 kvadratkilometer. Räknas de 24 avrinningsområdena uppströms in blir den ackumulerade arean 158,18 kvadratkilometer. Avrinningsområdets utflöde Gådeån (Helgumsån) mynnar i havet. Avrinningsområdet består mestadels av skog (60 procent), öppen mark (13 procent) och jordbruk (16 procent). Avrinningsområdet har 0,63 kvadratkilometer vattenytor vilket ger det en sjöprocent på 7,3 procent.